# Lalmonirhat Sadar Upazila
Lalmonirhat Sadar Upazila är ett underdistrikt i Bangladesh. Det ligger i den norra delen av landet, 260 km norr om huvudstaden Dhaka.
Trakten runt Lalmonirhat Sadar Upazila består till största delen av jordbruksmark. Runt Lalmonirhat Sadar Upazila är det mycket tätbefolkat, med 1 221 invånare per kvadratkilometer.